# Turneralm
Die Turneralm (auch: Turneralpe) ist eine Gebirgszug des Steirisches Randgebirges. Sie wird uneinheitlich entweder als nordöstlichster Teil der Stubalpe oder als südwestlichster Teil der Gleinalpe gesehen. Darüber hinaus ist Turneralm auch der Name einer Erhebung innerhalb dieses Höhenrückens.

## Begriffsbestimmung und Verortung
Das Steirische Randgebirge ist langgestreckter Höhenzug, der insbesondere in seiner Nordhälfte Mittelgebirgscharakter aufweist. Die flachen, meist bewaldeten Gipfel sind oft nicht scharf voneinander abgesetzt (haben also nur geringe Schartenhöhen), an gewissen, tiefer eingeschnittenen Satteln lassen sich jedoch einzelne Gebirgszüge voneinander abgrenzen. In diesem Sinne kann der Abschnitt des Randgebirges zwischen dem Gaberl im Süden und dem Stierkreuz im Norden als Turneralm bezeichnet werden. Im engeren Sinne bezeichnet der Begriff lediglich einen zentralen Punkt innerhalb des genannten Bereichs, nämlich den Kreuzungspunkt zwischen dem ungefähr Nordost-Süd verlaufenden „Hauptkamm“ und einem nach Nordwesten abzweigenden Rücken, aus dem der 1670 m ü. A. hohe Steinplan als höchster Gipfel der Gegend emporwächst. An diesem Kreuzungspunkt treffen sich die Grenzen der drei Gemeinden Maria Lankowitz im Bezirk Voitsberg sowie Lobmingtal und Sankt Margarethen bei Knittelfeld im Bezirk Murtal. Weiters kreuzen sich an diesem Punkt bedeutende Fernwanderwege, nämlich eine Route der von hier an nordwärts über Knittelfeld führende Via Alpina mit jenem weiter dem Rücken der Gleinalm folgenden Weg, der Teil des Europäischen Fernwanderweges E6 und des Nord-Süd-Weitwanderweges ist.
In den Bereich der Turneralm wird auch die Grenze zwischen den übergeordneten Gebirgszügen Gleinalpe und Stubalpe angesiedelt, die Quellenlage hierzu ist widersprüchlich. Die amtliche Landschaftsgliederung der Steiermark nennt eine südliche „Begrenzung [der Gleinalpe] zur Stubalpe entlang der Tiefenlinie Rachaugraben - Stierkreuz - Schrottgraben“ (und rechnet damit die Turneralpe der Stubalpe zu), bezeichnet diese Abgrenzung jedoch als „problematisch.“ Nimmt man alternativ den Gaberlpass als Grenze zwischen Glein- und Stubalpe, dann gilt die Turneralm als Teil der Gleinalpe. Aus geologischer Sicht kann die Frage die Abgrenzung zwischen Glein- und Stubalpe bzw. die Zuordnung der Turneralm ebenfalls nicht geklärt werden.

## Wichtige Erhebungen
Zu den markanten Punkten des beschriebenen Gebietes zählen:
- Turneralm im engeren Sinne: Der beschriebene Kreuzungspunkt der drei Gemeinden und Wanderwege liegt auf 1510 m, den höchsten Punkt in diesem Bereich bildet jedoch ein ca. 250 m nordwestlich gelegenes, als Weide genutztes Plateau auf bis zu 1557 m. An seinem nördlichen Ende befindet sich ein kleines Gipfelkreuz
- Steinplan (1670 m), höchster Gipfel im Bereich der Turneralm.
- Plankogel (1598 m), Erhebung direkt nördlich der Gaberl-Passhöhe.
- Ofnerkogel (1666 m), Gipfel östlich der Gaberl-Passhöhe, nördlich oberhalb der Gaberlstraße.
- Scherzberg (1624 m), Gipfel zwischen Ofnerkogel und Turneralm im engere Sinne.

Galerie
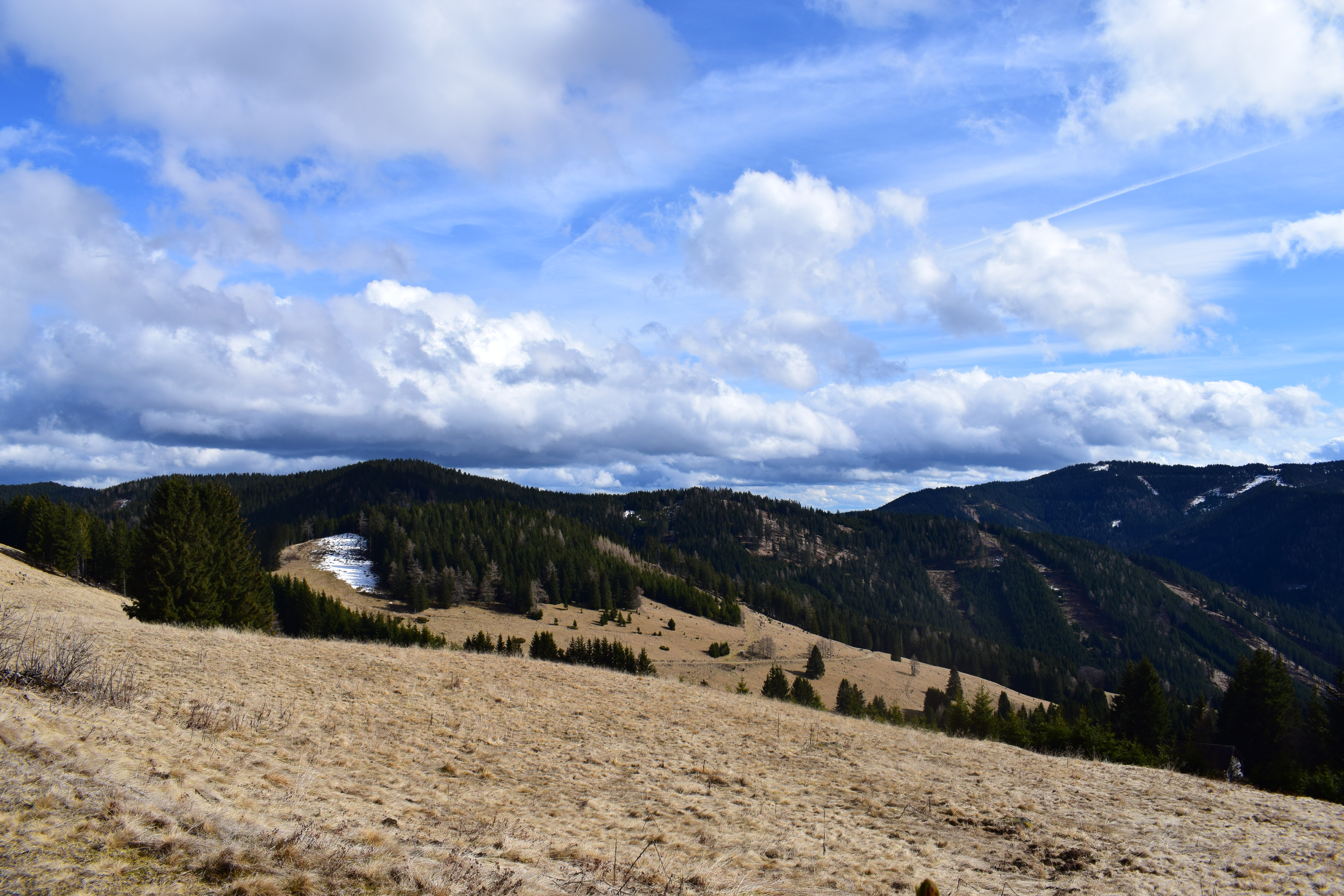
Blick von der Ostseite des Steinplan auf die Turneralm im engeren Sinne, rechts hinten der Scherzberg
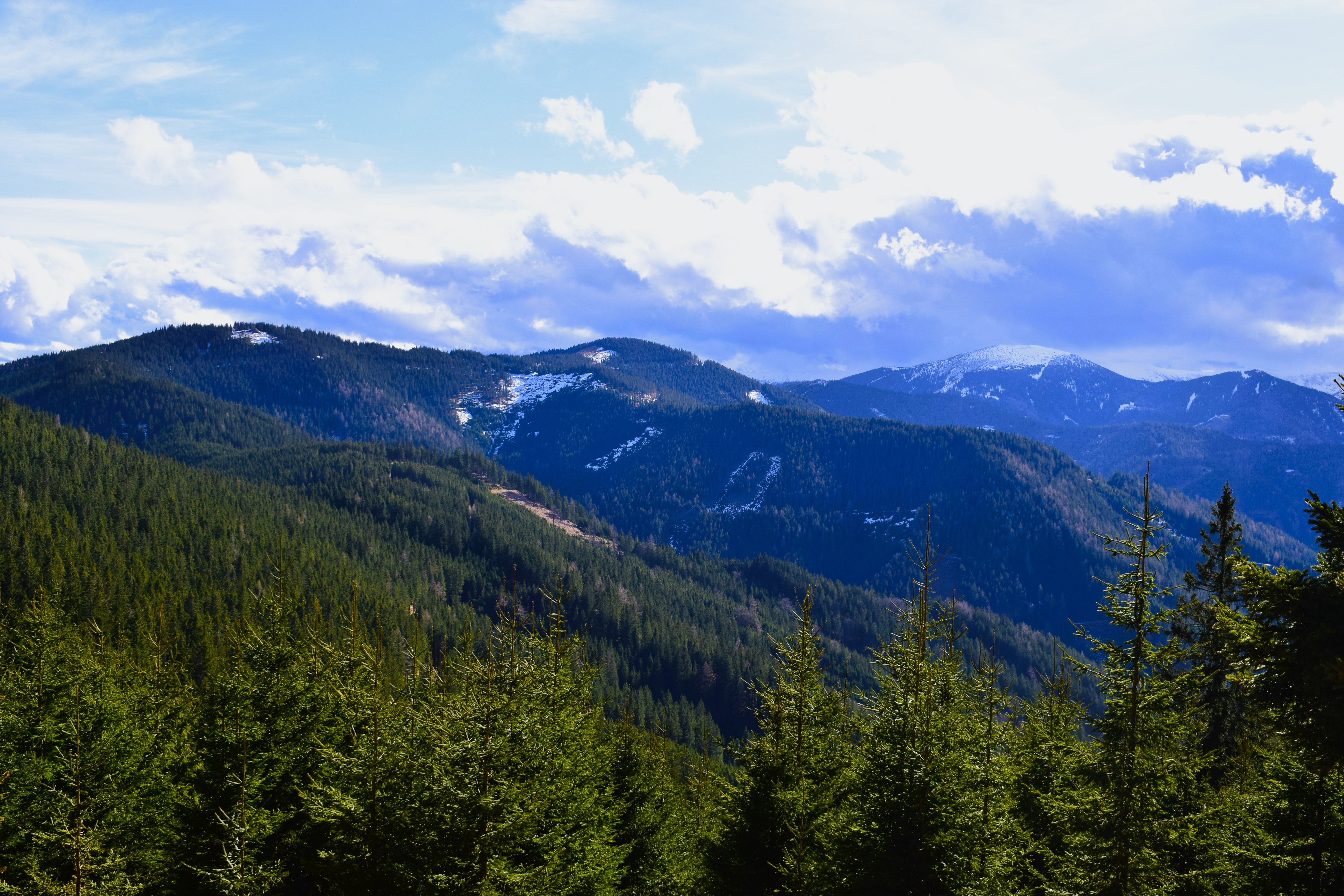
Blick von Nordwesten auf Scherzberg (li.) und Ofnerkogel. Jenseits des Gaberls rechts hinten der Rappoldkogel, Teil der Stubalpe.
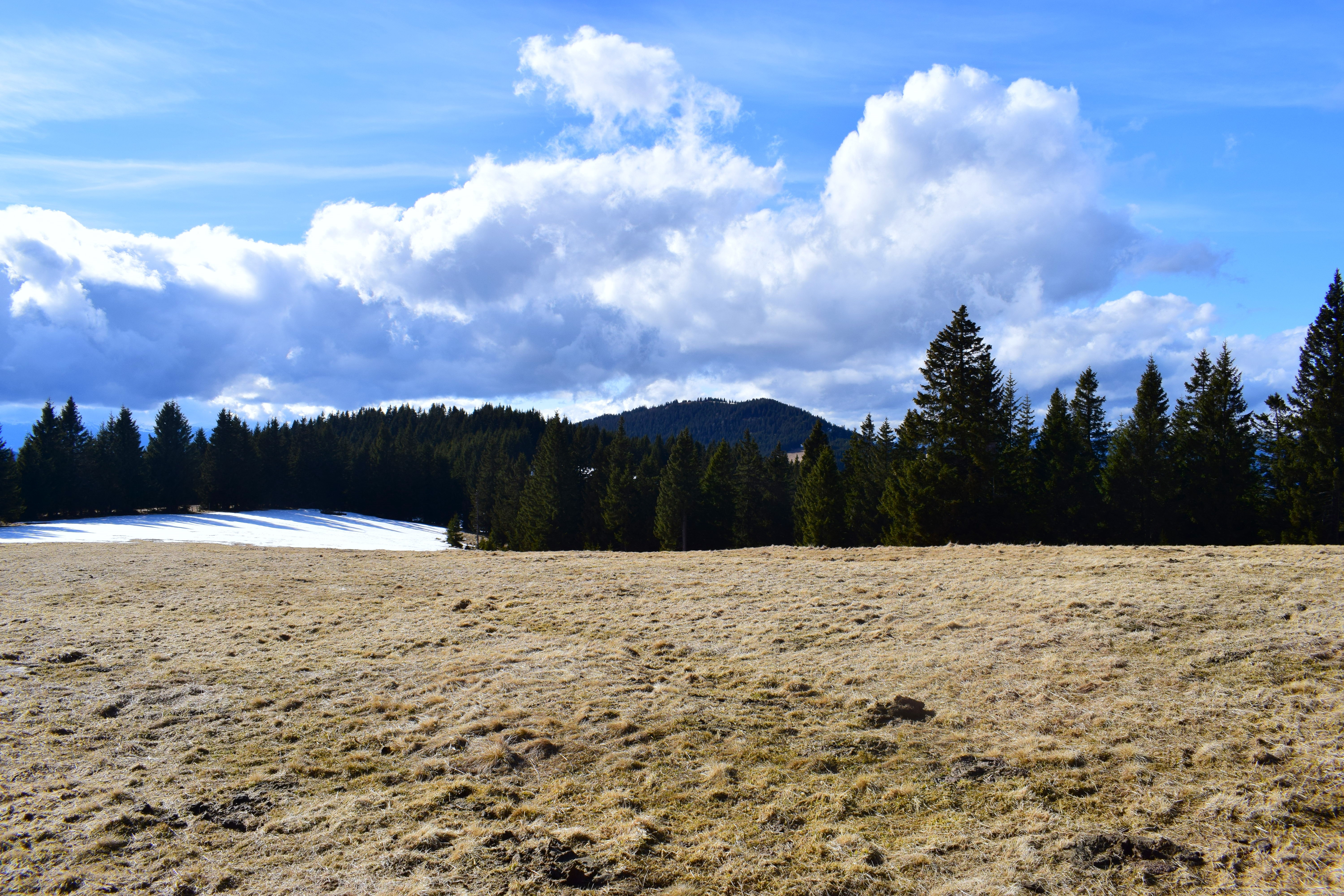
Weide am höchsten Punkt der Turneralm i. e. S., im Hintergrund nordwestlich der Steinplan.
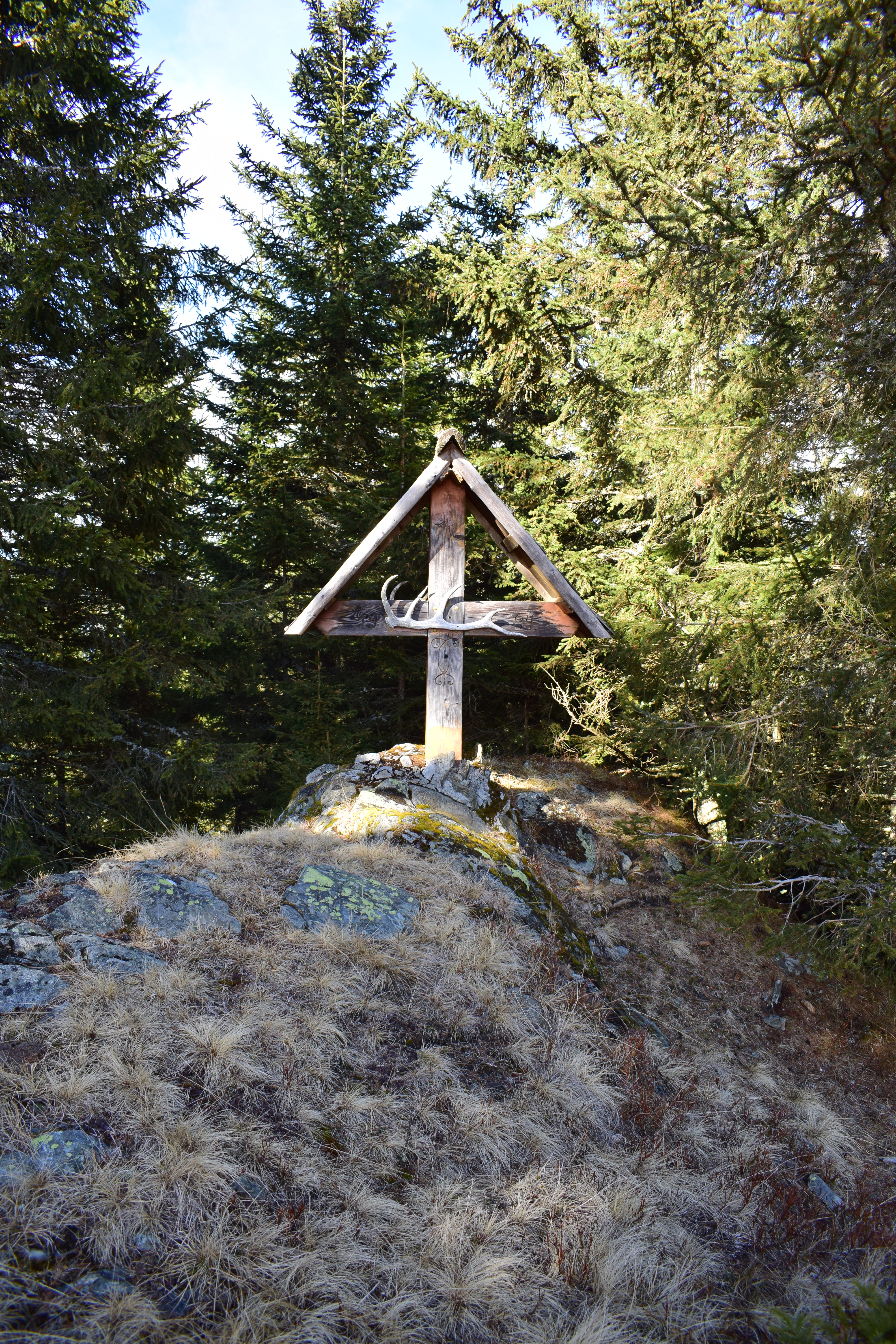
„Gipfelkreuz“ auf der Weide am höchsten Punkt der Turneralm i. e. S.